# Gordon Banks
Gordon Banks, OBE (Sheffield, 30. prosinca 1937. – 12. veljače 2019.), bio je engleski nogometni vratar i reprezentativac. Mnogi ga smatraju najboljim vratarem svih vremena.

## Životopis
Banksova kruna u karijeri bila je osvajanje svjetskog prvenstva 1966. s reprezentacijom. Svoju reputaciju povećao je ikoničnim obranama na svjetskom prvenstvu 1970., pogotovo obranama Peléovih udaraca u grupi protiv Brazila.
Imao je odlične reflekse i bio je gotovo nesavladiv, ali karijeru je brzo prekinuo zbog gubitka vida na desno oko u prometnoj nesreći.